# 20 septembre 2009
Le dimanche 20 septembre 2009 est le 263e jour de l'année 2009.

## Décès
- John Hart (né le 13 décembre 1917), acteur américain
- Mario Bertolo (né le 28 janvier 1929), cycliste français
- Michael Windey (né le 28 avril 1921), jésuite belge
- Zeferino dos Prazeres (né en 1960), président du gouvernement régional de Principe

## Événements
- élections législatives macanaises de 2009
- 21e étape du Tour d'Espagne 2009
- 61e cérémonie des Primetime Emmy Awards
- Création de la Forrest Highway en Australie
- Sortie de l'album Backspacer de Pearl Jam
- Sortie de l'album Tongue n' Cheek de Dizzee Rascal
- Grand Prix d'Isbergues 2009
- Marathon de Berlin 2009
- Début du championnat d'Allemagne de football féminin 2009-2010
- Début du championnat d'Andorre de football 2009-2010
- Début du championnat du Nigeria de football 2009-2010
- Fin des championnats d'Europe d'aviron 2009
- Fin de la coupe du monde de VTT 2009
- Fin du championnat d'Europe de basket-ball 2009
- Fin du tour d'Espagne 2009
- Fin du tournoi de tennis de Canton (WTA 2009)
- Fin du tournoi de tennis de Québec (WTA 2009)
- Début de la série télévisée Bored to Death
- Début de la série télévisée Trinity